# یواس‌اس اکسنتور (ای‌ام‌سی-۳۶)
یواس‌اس اکسنتور (ای‌ام‌سی-۳۶) (به انگلیسی: USS Accentor (AMc-36)) یک کشتی بود که طول آن ۹۷ فوت ۶ اینچ (۲۹٫۷۲ متر) بود. این کشتی در سال ۱۹۴۱ ساخته شد.